# Alexandra Hildebrandt (Museumsleiterin)

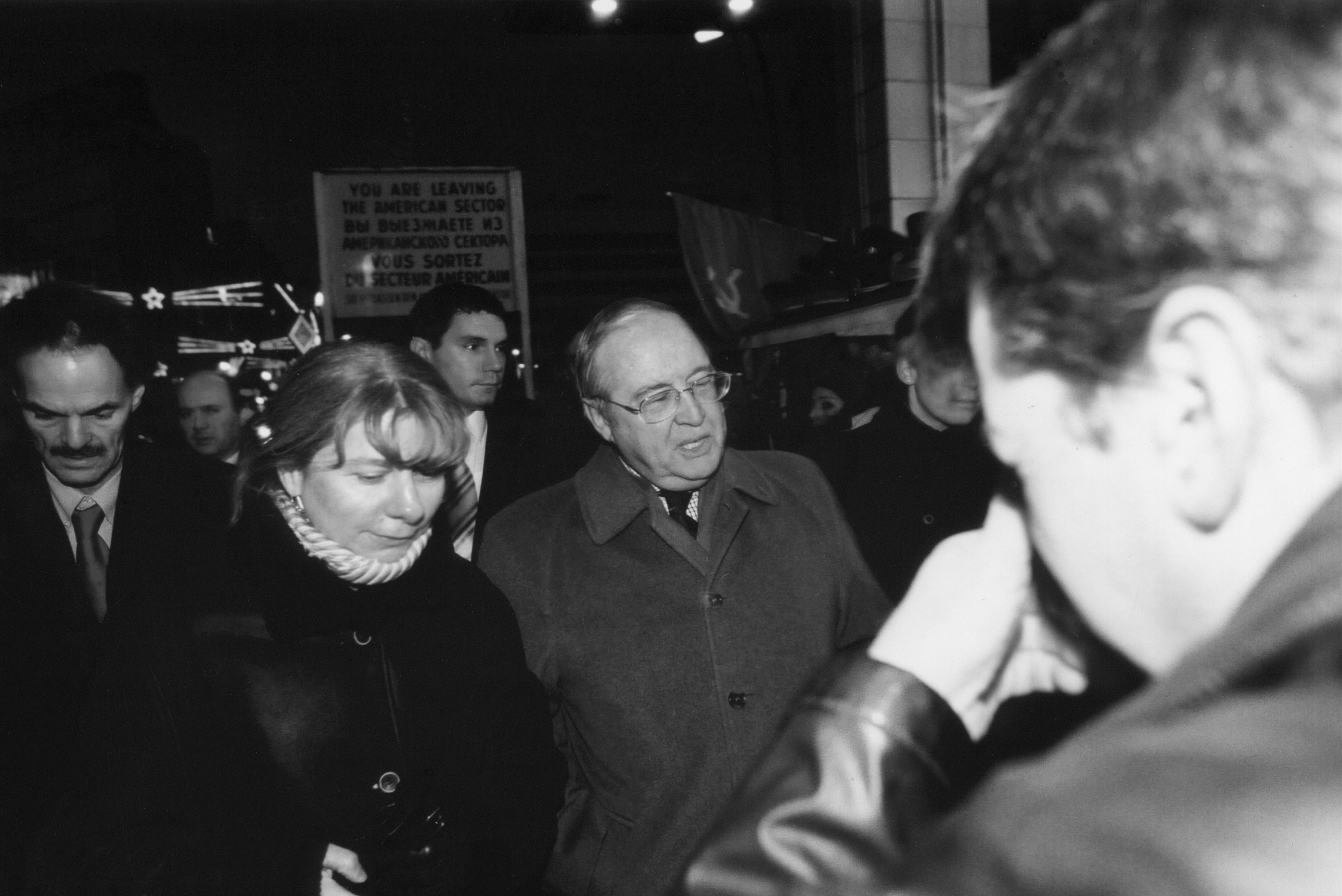
William Timken, US-Botschafter von 2005 bis 2008, mit Alexandra Hildebrandt am Checkpoint Charlie

Alexandra Hildebrandt, geboren als Alexandra Weissmann (* 27. Februar 1959 in Kiew) ist eine deutsche Menschenrechtsaktivistin und Direktorin des Mauermuseums – Museum Haus am Checkpoint Charlie.

## Leben
Alexandra Hildebrandt wurde in Kiew als Tochter des deutschstämmigen Ingenieurs für Flugzeugbau Wilhelm (später Wladimir) Weissmann und der Kinderärztin Eugenia Weissmann als erstes von zwei Kindern geboren. Sie begann Elektronik zu studieren, entschied sich dann aber, Malerin zu werden. Gemeinsam mit einem Chor kam sie 1990 erstmals nach Berlin, wo sie auch 120 Gemälde in einer Galerie ausstellte. 

Junichiro Koizumi, japanischer Ministerpräsident von 2001 bis 2006, wird beim Besuch des Mauermuseums durch Alexandra Hildebrandt begrüßt.

In Berlin lernte sie Rainer Hildebrandt kennen. 1992 siedelte sie nach Berlin um, 1995 heiratete sie Hildebrandt und nahm dessen Namen an. Seit dem Tod ihres Mannes im Januar 2004 leitet sie das Mauermuseum und war seit 1997 Mitglied des Vorstands des Trägervereins Arbeitsgemeinschaft 13. August. Seit 2018 wird das Mauermuseum von der Das Mauermuseum-Betriebs gGmbH betrieben, deren Geschäftsführender Vorstand Alexandra Hildebrandt ist. Bekannt wurde Hildebrandt unter anderem 2004, als sie auf gepachtetem Grund am Checkpoint Charlie ein temporäres Mahnmal für die Opfer der Innerdeutschen Grenze errichten ließ.
Schwerpunkte der Arbeit Hildebrandts sind der Erhalt und die Weiterentwicklung des privat geführten Mauermuseums, die Rehabilitierung der Opfer des DDR-Regimes und das Gedenken an die Schicksale der Flüchtlinge, die an der Innerdeutschen Grenze den Tod fanden. 2004 rief sie zusammen mit der Internationalen Gesellschaft für Menschenrechte den Internationalen Menschenrechtspreis Dr.-Rainer-Hildebrandt-Medaille ins Leben, der seit 2005 jährlich an Personen vergeben wird, die sich gewaltfrei für Menschenrechte eingesetzt haben. Seit einigen Jahren wird der Preis von der in der Schweiz ansässigen Dr. Rainer Hildebrandt Stiftung verliehen, deren Präsidentin Hildebrandt ist.

Der ehemalige ukrainische Präsident Petro Poroschenko mit Alexandra Hildebrandt (Mitte) und Maria Sawtschenko (Mutter von Nadija Sawtschenko), 2015

2013 war Hildebrandt zusammen mit Hans-Dietrich Genscher und anderen an der Befreiung von Michail Chodorkowski beteiligt.
Im August 2018 kritisierte Hildebrandt auf Twitter die Pläne des Berliner Kultursenators Klaus Lederer für ein Museum am Checkpoint Charlie über die Zeit der deutschen Teilung und des Kalten Krieges, nannte ihn einen Kommunisten und forderte seinen Rücktritt. Daraufhin blockierte Lederer den Account des Mauermuseums auf seinem Twitter-Konto.

## Privates
Hildebrandt hat aus einer früheren Beziehung zwei Kinder. 2016 heiratete sie den Unternehmensberater und ehemaligen Berliner CDU-Abgeordneten Daniel Dormann, das Paar hat gemeinsam acht Kinder.

## Schriften
- Es wird viel gewaltsames Sterben geben... Rainer Hildebrandt – Ein Leben für die Freiheit, Biografie Teil 1. Verlag Haus am Checkpoint Charlie, Berlin 2014, ISBN 978-3-922484-70-7.
- Zitate zur deutschen Teilung, zur Mauer und zur Wiedervereinigung. Verlag Haus am Checkpoint Charlie, Berlin 2003, ISBN 978-3-922484-47-9.
- Es geschah am Checkpoint Charlie. Verlag Haus am Checkpoint Charlie, Berlin 2008, ISBN 978-3-922484-56-1.
- Die Mauer. Zahlen. Daten. Verlag Haus am Checkpoint Charlie, Berlin 2001, ISBN 3-922484-43-3.
- Geteiltes Deutschland. Grenzschilder. Verlag Haus am Checkpoint Charlie, Berlin 2001, ISBN 978-3-922484-44-8.
- Ein Mensch Rainer Hildebrandt – Begegnungen. Verlag Haus am Checkpoint Charlie, Berlin 1999, ISBN 3-922484-41-7.